# 映画料金割引
映画料金割引（えいがりょうきんわりびき）とは、映画興行の料金を正規料金より割引いて販売することである。
より多くの観客に映画を鑑賞してもらう事を目的に、映画興行業界が中心となり様々な割引サービスを行なっている。主な種類としては、年齢による割引や映画サービスデーなど、映画業界が中心となって行ない、ほとんどの映画館で適用されるもの、特定の興行会社が行なうもの、個々の館やサイトが独自で行なうものなどがある。また、「釣りバカ日誌シリーズ」のように、映画ごとに、通常よりも安い料金設定がなされるものもある。

## 割引の種類

### 年齢による割引
映画館や上映される映画によって異なる場合もあるが、おおむね次のような割引料金が適用される（ただし、大人の通常料金が1900円である場合）。
- 3歳～就学前　　1000円(2歳未満はひざ上鑑賞で無料だが座席を使用する場合は1000円)
- 小学生　1000円
- 中学生　1000円
- 高校生　1000円または1500円
- 大学生　1500円
- シニア　1200円

なお、中学生から大学生までは、大半の映画館において身分証明のため学生証や生徒手帳の提示が求められる。一方、シニアについては運転免許証等年齢を証明するものの提示が必須のところもあるが、一部のシネコンチェーンでは自己申告制としているところもある。

### 映画サービスデー
劇場によって、入場料金が一律1000円になる等の特別日。かつて、12月1日の映画の日に宮城県環境衛生同業組合（現在の生活衛生同業組合宮城県映画協会）加盟映画館において入場料金の半額サービスおよび有料入場者に対する抽選による加盟映画館1年間無料パス進呈を行っていた。
この割引サービスが1981年から全国に広まり、1月1日と3・6・9月の第1水曜日を映画ファン感謝デーとし、これに映画の日を加えた年5回を全国興行生活衛生同業組合連合会加盟の映画館（全ての劇場ではない）で一律700円（のちに1000円）で入場する事が出来るようになった。これはその拡大版といえる。月毎に1日設けられるようになって、この名称がつけられた。このサービスに限らず、各劇場では大小様々なサービスを設けているところも多い。
2004年からは、映画人口2億人を目指して日本映画製作者連盟や全国興行生活衛生同業組合連合会などの団体が中心となって映画館に行こう!実行委員会を結成し、様々な割引サービスを提供している。
※ミニシアター系列の映画館等では毎週1日、1000円入場の特別日を設けているところもある。

### その他の割引サービス
夫婦50割引
映画館に行こう!実行委員会が実施した最初の割引サービスで2004年に開始。夫婦どちらかが50歳以上なら映画料金が一人1000円になる。かつての映画全盛期の昭和30年代（1955年から1964年）に少年少女だった世代に設備の整ったシネマコンプレックスを体験してもらい映画に呼び戻そうとして始まった。このサービスによってそれまで映画人口の4%だった中高年層が平均8%になり成功を収めた。夫婦であることの証明は不要だが、どちらかが50歳以上であることの証明(運転免許証など)が必須である。
高校生友情プライス
夫婦50割引に続けて、映画館に行こう!実行委員会が2005年から開始したサービス。高校生三人で映画館に行けば映画料金が一人1000円になるもので、現役高校生のアイデアが採用されて実施された。しかし、利用率が1%弱と非常に低く失敗に終わった。2009年6月30日に終了。全員について生徒手帳の提示が必要だった。2009年7月以降も地方や映画館ごとに行われる割引として一部で継続されている。
障害者割引
多くは1000円で、障害者手帳の提示が必須とされる。なお、付き添い者も割引対象としているところが多いが、人数については1名の場合と2名の場合がある。

### 地方や映画館ごとで行われている割引
特に明記していない場合、割引額は映画館によって異なることを示す。
レディスデー
週1回、女性のみを対象とする曜日を設けている。割引額は1000円で、曜日は水曜日というところが大半である。多くの映画館で実施されているが、異なる曜日が設定されている場合もある。しかし、昨今ではこの割引が運営者側に意図はなくとも男性差別にあたるとして批判的な見方も大きい。それゆえ、一部の映画館では相殺措置としてメンズデー（後述）を設けている。また、性的マイノリティーの存在も実質無視されているなど、構造的な問題も多い。近年は、多くの映画館で「多様性ある社会を認めるジェンダーレスの広がり」を理由にレディースデーを廃止し、すべての来場者が割引を受けられるようになっている。
カップルデー
夫婦50割引と同主旨だが、こちらは年齢に制限はなく、カップルであれば2人で2000円で入場可能となる。ただし、毎週ではなく月に1日となるところが多い。実施しているところはかなり少ない。
メンズデー
レディスデーと同様の主旨だが、設けられて日が浅く、全国的にみれば実施している映画館はそれほど多くないうえ、映画業界もほとんど宣伝に力を入れていないため知名度もかなり低い。割引額は1000円で、曜日は月曜日や金曜日というところが多い。
高校生友情プライス
映画館に行こう!実行委員会が2005年から開始したサービスは、2008年6月30日に終了したが、一部の映画館では存続し、2013年現在も続けているところがある。高校生三人で映画館に行けば映画料金が一人1000円になるもの。
障害者割引
モーニングファーストショー
平日午前中の1回目の上映を割引対象とするもの。
レイトショー
午後8時以降に上映開始となる映画を割引対象とするもの。実施や割引額は、映画館によってさまざまであるが、シネコンでは導入されているところが多い。
会員割引
映画館が発行している会員証やスタンプカードを提示するだけで割引が適用されるもの。無料会員制の館だと曜日が制限されることが多いが、有料会員制であれば曜日の制限が設けられていないことが多い。
ハシゴ割引
同一映画館で、1日に2度以上入場する場合に、2度目の入場料を割り引くという制度。1度目の入場券半券の提示が必須となる。
駐車券割引
広大な無料駐車場を擁する郊外型シネコンに対抗し、独自の駐車場を持たない中心街の映画館で多く実施されている。近隣の駐車場の駐車券を提示するだけで、割引が適用される。駐車券には制限がない場合が多いが、コインパーキング等で駐車券が発行されない場合には、適用にならない。
商店街割引
商店街で一定額以上の買い物をすると、映画の割引券(額によっては招待券)が進呈されるという制度。商店街と、それに隣接する映画館とが連携して実施することが多い。
テナントカード割引
隣接するショッピングセンター等が発行しているテナントカードを提示するだけで割引が適用されるもの。郊外型シネコンに多い。
クレジットカード割引
あらかじめ決められたクレジットカードを窓口で提示するだけで割引が適用されるもの。入場料の支払いに、そのクレジットカードを使用する必要はない。
株主優待券
多くの映画会社・興行会社においては、自社の株主に対し、株主優待の一環として、持ち株数に応じた映画鑑賞券を進呈している。
ただし、対象となる館が限られていることや、封切り初日や満席時には断られる場合があること、優待の対象となる株数を得るためには、優待券の枚数では割に合わないほど膨大な金額が必要であること、さらに、第三者への譲渡が固く禁じられていること等、それほど有利な割引であるとは言えない。
業界団体会員向け割引
例えば、日本アカデミー賞を選定するアカデミー協会会員には、全国どこの映画館でも無料鑑賞可能という特典が与えられている。また、日本映画監督協会会員であれば、全国どこの映画館でもシニア料金が適用という特典が与えられる。
あるいは、カメラマンや照明技師等の映画スタッフが加盟する日本映画テレビ技術協会会員については、東京・大阪等の大都市圏の映画館でシニア料金が適用という特典が与えられる。同協会は、いわゆる一般人であっても、会費を払えば準会員として同じ特典が与えられるため、対象となる地域で年間にまとまった本数の映画をみる映画ファンにおいて、加盟する者が多い。ちなみに、一部ではこの会員証のことを「魔法のカード」と呼ぶ向きもある。

### その他の割引
映画作品によっては、ユニークな条件をクリアすれば映画料金が割引になる。
『私は貝になりたい』のBouz割引
丸刈りすれば1,000円で鑑賞可能。これは、出征を前に丸刈りするシーンにちなんでいるため。
『ボラット 栄光ナル国家カザフスタンのためのアメリカ文化学習』のヒゲ割引
口の周りにヒゲがあれば1,000円で鑑賞可能。付け髭でも構わない。
『ダークスカイズ』で高校生が全員選ばれたための割引
「高校生は全員選ばれた」という理由で、高校生は1,000円で鑑賞可能（要学生証）。